# 3202 Graff
3202 Graff este un asteroid din centura principală, descoperit pe 3 ianuarie 1908 de Max Wolf.